# Azpeitia
Azpeitia és un municipi de Guipúscoa, dins la comarca d'Urola-Costa. En el seu terme municipal es troba Loiola, bressol de Sant Ignasi de Loiola, on se situa, al voltant de la seva casa natal, un complex monumental i religiós. Juntament amb els monuments de l'ermita de Nostra Senyora de l'Antiga a Zumarraga i el Santuari de Nostra Senyora d'Arantzazu a Oñati és un dels fonamentals en la província.

## Toponímia
Aquesta població va ser fundada en 1310 pel rei castellà Ferran IV de Castella sota el nom de Garmendia de Iraurgui i no fou fins a 1397 que va adoptar la seva actual denominació d'Azpeitia, abans li havien dit Salvatierra de Iraurgui L'aditament d'Iraurgui fa referència al riu i la vall en el que se situa la població. En 1397 hi ha constància, per les nòmines dels concurrents a les Juntes Generals de Getaria, que s'usava la denominació de "Salvatierra de Iraurgui" però també hi ha constància, de les mateixes Juntes, de la utilització del nom d'"Azpeitia". En 1415 sorgeix el nom de "Salvatierra de Iraurgui" en les ordenances de la germanor on també figura l'apel·latiu "Azpeitia" en els anys 1457 i 1463. Abraham Otelio diu en la seva obra El teatre universal que es va editar en 1588 que a Guipúscoa hi ha moltes poblacions que tenen diversos noms, entre elles nomena la d'Azpeitia que també rep les denominacions d'Urazveitia i Salvatierra de Iraurgui. Segons la informació de l'ajuntament d'aquesta vila fou en 1397 quan se li posa el nom d'Azpeitia.
La paraula Azpeitia, que apareix escrita en documents antics com Ayzpeitia (és el cas del registre de les Juntes d'Elgoibar de 1543), prové de les paraules basques Aizt que vulgues dir "penya" o "roca" i be i itia, que vol dir "de baix". La penya a la que fa referència és la que forma la forest Izarraitz (estel de roca, en basc). Aquesta forest està situat entre les localitats d'Azpeitia i Azkoitia (l'etimologia d'aquesta últim vol dir "dalt de la penya" o "de dalt de la penya"). La permutació de la lletra "b" per la lletra "p" és molt comuna en euskera. Ja en 1759 el Pare Larramendi en el seu obra Corografía deia 
| « | Izoarraitz, muntanya altíssima, en la jusistición de Azpeitia i Azkoitia, de la qual van prendre ambdues viles els seus noms i signifiquen forest baix i forest dalt | » |

Aquestes mateixes hipòtesis són afirmades per Martín d'Anguiozar i H.Garayalde.

## Ubicació i accessos
La vila d'Azpeitia se situa en el centre de la província de Guipúscoa a la vora del riu Urola i sota el massís del Izarraitz, molt pròxima a la seva veïna Azkoitia. La vall del Urola és una ruta natural de comunicació amb la costa i, d'allí, amb l'eix Sant Sebastià Bilbao que estructura la comunicació entre aquestes importants ciutats, capitals de Guipúscoa i Biscaia respectivament. Cap al sud, per Tolosa, s'uneix a l'altre important eix viari format per la carreterea nacional N-I, que conforma l'eix Madrid Irun i per Azkoitia enllaça amb Zumarraga i l'eix Beasain-Durango, seguint l'Urola, i amb Elgoibar ja en la vall del riu Deba. Azpeitia limita amb els següents municipis: al nord amb Deba i Zestoa; al sud Ezkio-Itsaso, Zumarraga i Beasain; a l'est amb Errezil i a l'oest amb Azkoitia.

## Eleccions municipals
| Candidatura | Candidatura                               | Cap de llista      | Vots  | Regidors | % vots |
| ----------- | ----------------------------------------- | ------------------ | ----- | -------- | ------ |
|             | EH Bildu                                  | Eneko Etxeberria   | 3.760 | 10       | 52,2   |
|             | Partit Nacionalista Basc (EAJ-PNV)        | Aitor Gorrotxategi | 2.984 | 7        | 41,4   |
|             | Partit Socialista d'Euskadi (PSE-EE/PSOE) | -                  | 185   | -        | 2,5    |
|             | Partit Popular (PP)                       | -                  | 105   | -        | 1,4    |
| Total       | Total                                     | 7.034              | 7.034 | 17       | 97,5   |

## Personatges Il·lustres
- Juan de Anchieta (1462-1523): Compositor musical.
- Sant Ignasi de Loiola (1491-1556): sant catòlic i fundador de la Companyia de Jesús.
- Martín García Óñez de Loyola (1549-1598): militar i Governador de Xile.
- Juan de Ancheta (1540-1588): escultor i retaulista.
- Sebastián de Segurola (1740-1784): Militar i administrador colonial.
- Vicente Emparan (1750-1815): Mariner i administrador colonial.
- Manuel Madrazo Artetxe (1934-2000): Artista Pintor Impressionista.
- Diego García (1961-2001): Atleta.
- Juan Antonio Larrañaga (1958): Ex-futbolista i comentarista esportiu.
- Xabier Azkargorta: Ex futbolista i entrenador.
- Mikel Aranburu: Futbolista.
- Félix Ortiz de San Pelayo (1857-1941) compositor musical
- Pako Aristi (1963): Escriptor en basc i periodista
- Xabier Euzkitze (1966): Bertsolari i periodista